# Confine tra Giordania e Israele
Il confine tra Israele e la Giordania è una linea di demarcazione divisa in due sezioni:
- A nord segue gli ultimi chilometri del corso del fiume Yarmuk fino alla confluenza con il Giordano, che segue poi questo fiume per una ventina di chilometri.
- A sud, il confine ricomincia nel mezzo del Mar Morto, seguendo il Wadi Araba fino al golfo di Aqaba[1].

Questo tracciato è stato fissato dal trattato di pace israelo-giordano del 1994 e prende come punto di riferimento il corso del fiume Giordano.

## Il caso della Cisgiordania e della Linea verde
La porzione di confine sul Giordano e sul Mar Morto, situata tra le sezioni precedentemente menzionate (vale a dire tra le località di Ein Gedi e Beit She'an) non era fissata perché la Giordania, fino al luglio 1988, esercitò, almeno in teoria, la sua sovranità sui territori situati ad ovest del fiume e fino ad allora chiamati Cisgiordania (che significa "la parte al di qua del Giordano"). Amman, come altre capitali arabe, nel desiderio che i palestinesi esercitassero la gestione esclusiva su questi territori, voleva che l'Autorità Palestinese fosse l'unico interlocutore per eventuali discussioni su questa porzione di confine.
In precedenza il Regno Hascemita della Transgiordania aveva occupato e annesso la Cisgiordania dal 1949 al 1967, in seguito agli accordi di armistizio arabo-israeliani del 1949 firmati alla fine della guerra del 1948. La linea verde, che costituiva il vecchio fronte che poi divenne la linea dell'armistizio, separava la Cisgiordania dal territorio israeliano e attraversava Gerusalemme che fu poi tagliata in due sezioni:
- in Israele: Gerusalemme ovest, che comprendeva l'enclave del monte Scopus;
- in Giordania: Gerusalemme est con la città vecchia.

Nel 1967 la "guerra dei sei giorni" diede agli israeliani l'opportunità di invadere completamente la Cisgiordania. Da quella data, fino alla firma degli accordi di Oslo nel 1993, lo stato ebraico controllò tutti i territori a ovest del fiume Giordano.
Oggi la vecchia Linea verde rappresenta una questione molto delicata nei negoziati tra Israele e i palestinesi (in particolare con l'Autorità Palestinese); gli israeliani considerano che la "Grande Gerusalemme" (est ed ovest) deve rimanere unificata in seguito al voto della Legge di Gerusalemme nel 1980, che ha proclamato la città santa come capitale "una e indivisibile: dello Stato ebraico.
Inoltre la costruzione della barriera di separazione dall'inizio degli anni 2000 ha fatto temere ai palestinesi una modifica unilaterale di questa linea di demarcazione a loro spese. In effetti, il percorso della barriera a volte invade diversi chilometri all'interno della stessa Cisgiordania.

## Il Caso del Golan
In seguito alla Guerra dei Sei Giorni le Forze di difesa israeliane hanno occupato le alture del Golan, prese dalla Siria, e che Israele ha annesso unilateralmente al suo territorio nel 1981. Il suo limite meridionale, che corre lungo lo Yarmourk e che faceva parte del confine tra Giordania e Siria, è quindi diventato de facto un confine israelo-giordano.

## Principali accessi al confine
I principali punti di attraversamento sul fiume Giordano tra la Cisgiordania e la Giordania sono:
- il ponte Allenby, a una decina di chilometri da Gerico;
- il ponte Adam, più a nord[4].